# Halowe Mistrzostwa Świata w Lekkoatletyce 2001 – pchnięcie kulą kobiet
Pchnięcie kulą kobiet – jedna z konkurencji rozgrywanych podczas halowych mistrzostw świata w lekkoatletyce w 2001, zmagania w niej odbyły się 10 marca.
Do konkursu zgłoszonych zostało 12 zawodniczek z 8 państw.
Zawody w tej konkurencji wygrała reprezentantka Rosji Łarisa Pieleszenko. Drugą pozycję zajęła zawodniczka z Białorusi Nadzieja Astapczuk, trzecią zaś reprezentująca kraj triumfatorki Swietłana Kriwielowa.

## Wyniki
| Miejsce | Zawodniczka          | Państwo           | Podejście | Podejście | Podejście | Podejście | Podejście | Podejście | Wynik | Uwagi |
| Miejsce | Zawodniczka          | Państwo           | #1        | #2        | #3        | #4        | #5        | #6        | Wynik | Uwagi |
| ------- | -------------------- | ----------------- | --------- | --------- | --------- | --------- | --------- | --------- | ----- | ----- |
| 01 !    | Łarisa Pieleszenko   | Rosja             | 18,87     | 19,15     | 19,52     | X         | 19,51     | 19,84     | 19,84 |       |
| 02 !    | Nadzieja Astapczuk   | Białoruś          | 19,02     | 19,07     | 19,24     | X         | 19,23     | X         | 19,24 | PB    |
| 03 !    | Swietłana Kriwielowa | Rosja             | 18,88     | X         | 19,18     | X         | 18,85     | X         | 19,18 |       |
| 4.      | Nadine Kleinert      | Niemcy            | 17,69     | 18,54     | 18,87     | X         | X         | X         | 18,87 |       |
| 5.      | Yumileidi Cumbá      | Kuba              | 18,19     | 18,61     | X         | 18,56     | X         | X         | 18,61 |       |
| 6.      | Katarzyna Żakowicz   | Polska            | 18,59     | 17,75     | 18,59     | X         | 18,34     | 18,40     | 18,59 | PB    |
| 7.      | Cheng Xiaoyan        | Chiny             | 18,22     | X         | 17,84     | X         | 17,65     | 17,51     | 18,22 |       |
| 8.      | Krystyna Zabawska    | Polska            | 16,91     | 17,98     | 18,00     | X         | 17,17     | 18,12     | 18,12 | SB    |
| 9.      | Janina Karolczyk     | Białoruś          | 17,52     | 17,38     | X         | NQ        | NQ        | NQ        | 17,52 | SB    |
| 10.     | Connie Price-Smith   | Stany Zjednoczone | 17,09     | 17,41     | X         | NQ        | NQ        | NQ        | 17,41 |       |
| 11.     | Lee Myung-sun        | Korea Południowa  | 17,09     | X         | 17,07     | NQ        | NQ        | NQ        | 17,09 |       |
| 12.     | Yu Xin               | Chiny             | 14,55     | X         | X         | NQ        | NQ        | NQ        | 14,55 |       |